# Hugo Bruun
Hugo Bondorff Bruun (født 30. april 1888 på Kærsgård, Tornby, Hjørring, død 5. april 1962) var en dansk skuespiller.
Han debuterede ved Det Kongelige Teater og var efterfølgende engageret ved forskellige privatteatre bl.a. Det Ny Teater og Betty Nansen Teatret.
Han filmdebuterede i 1912 hos Filmfabriken Danmark, hvor han medvirkede i 5 stumfilm. Fra 1915 var han engageret hos Nordisk Films Kompagni, hvor han bl.a. medvirkede i Carl Th. Dreyers Blade af Satans bog (1921). Efterfølgende var han hos Dansk Astra Film, hvor han medvirkede i flere film med sin kone skuespillerinde Gudrun Bruun Stephensen. Han medvirkede desuden i to tonefilm og lagde ofte stemme til radiodramatik.
Hugo Bruun var gift med skuespillerinde Gudrun Bruun Stephensen. Han døde den 5. april 1962 og ligger begravet på Bispebjerg Kirkegård i København.

## Filmografi
| Stumfilm: - Tankelæseren (ukendt instruktør, 1910) - Det blaa Blod (instruktør Vilhelm Glückstadt, 1912) - Katastrofen i Dokken (som patient på sindssygehospital; ukendt instruktør, 1913) - Scenens Børn (instruktør Bjørn Bjørnson, 1913) - Guldhornene (som trællen Gru; nstruktør Kay van der Aa Kühle, 1914) - Hans første Kærlighed (som prinsen; instruktør Vilhelm Glückstadt, 1914) - Appetit og Kærlighed (som Otto, mediciner; instruktør A.W. Sandberg, 1915) - Hjertefejlen (som Jens Bülow; instruktør Lau Lauritzen Sr., 1915) - Cowboymillionæren (som Fred. Gaston, sekretær; instruktør Lau Lauritzen Sr., 1915) - Det evige Had (som Aage Stenholt, ung aviatiker; instruktør Hjalmar Davidsen, 1915) - Den frelsende Film (som Ferd. Evers, filmsskuespiller; instruktør Holger-Madsen, 1916) - Manden med de ni Fingre IV (som Harry Lawson, bankassistent; instruktør A.W. Sandberg, 1916) - Det stjaalne Navn (som Fred Burnett, lord Chesters søn; instruktør Alexander Christian, 1916) - De evige Flammer (som Cecil, ung forsker, Ediths forlovede; instruktør Alexander Christian, 1916) - Dommerens Hustru (som Poul Engelhardt, musiker; instruktør Alexander Christian, 1916) - Syndens datter (som Charles, en ung proletar; instruktør August Blom, 1916) - Manden uden Smil (som Edmond, Rønnows søn; instruktør Holger-Madsen, 1917) - Forbryderkongens Datter (som Cecil Highburn, Thomas' nevø; instruktør Robert Schyberg, 1917) - Handelen med Menneskeliv (som Jean; instruktør Hjalmar Davidsen, 1917) - Kriminalgaaden i Kingosgade (som Henry Mill, Swifts medhjælper; instruktør Hjalmar Davidsen, 1917) | - Nattens Mysterium (som Franz, baron Neilbornes tjener; instruktør Holger-Madsen, 1917) - Mellem de yderste Skær (som Jørgen Falck, ingeniør; instruktør A.W. Sandberg, 1917) - Børnenes Synd (som Franz, Anders Vejmands søn; instruktør Holger-Madsen, 1917) - Ansigtet lyver I (som Little, Arlingtons tjener; instruktør Alexander Christian, 1917) - Du skal ære - (som Rigsadvokat von Hall; instruktør Fritz Magnussen, 1918) - Dykkerklokkens Hemmelighed (som Rusini, ingeniør; instruktør George Schnéevoigt, 1918) - Skæbnesvangre Vildfarelser (som Philippe, Roses bror; instruktør Fritz Magnussen, 1918) - Fangen fra Erie Country Tugthus (som direktør Trelawny; instruktør Fritz Magnussen, 1918) - Testamentets Hemmelighed (som William Treverton, baronens søn; instruktør Holger-Madsen, 1918) - Bajadser (som Harlekin; instruktør Fritz Magnussen, 1919) - Den Æreløse (som Bernhard Cohn, Levys søn; instruktør Holger-Madsen, 1919) - Den flyvende Hollænder, I-IV (som Kaptajn Barentz (II); instruktør Emanuel Gregers, 1920) - Scenens Børn (instruktør Fritz Magnussen, 1920) - Blade af Satans bog (som Grev Manuel; instruktør Carl Th. Dreyer, 1921) - Det Største i Verden (som Turner; instruktør Holger-Madsen, 1921) - Munkens Fristelser (som Mogens, grev Herberts søn; instruktør Fritz Magnussen, 1921) - Hendes Fortid (som Max, Stresingers søn; instruktør Fritz Magnussen, 1921) - Landligger - Idyl - Vandgang (som Hr. Bruun; instruktør Lau Lauritzen Sr., 1922) - Under den gamle Fane (instruktør Olaf Fønss, 1932) | Tonefilm: - Flugten fra millionerne (instruktør Paul Fejos, 1934) - En mand af betydning (som bankbestyrer Mauritzen; instruktør Emanuel Gregers, 1941) |